# Wakizaka Yasuto
Yasuto Wakizaka (sinh ngày 11 tháng 6 năm 1995) là một cầu thủ bóng đá người Nhật Bản.

## Sự nghiệp câu lạc bộ
Yasuto Wakizaka đã từng chơi cho Kawasaki Frontale.